# Саякумане
Саякумане (1710–1791) — другий володар королівства Тямпасак.

## Правління
Був сином короля Нокасада. 1725 року батько передав йому всі важелі виконавчої влади в державі. Офіційно зайняв трон 1738 року після смерті Нокасада.
1758 року між королем та його братом почалась боротьба за трон, у розпал якої Саякумане був змушений тікати зі столиці. Згодом духовенству вдалось залагодити ситуацію, й король зміг повернутись.
1778 року Саякумане знову залишив столицю під час вторгнення сіамської армії під проводом короля Таксина. Того разу Саякумане відшукали, взяли в полон та вивезли до Бангкока. Лише 1780 року він зміг повернутись до Тямпасаку, склавши васальну присягу сіамському королю.
Помер 1791 року, після чого трон зайняв призначений сіамським двором аристократ Фай На.